# 樂敦製藥
樂敦製藥株式會社（日语：ロート製薬株式会社；香港於主權移交前譯為「老篤」）是總部位於大阪市生野区巽西的一家日本製藥公司。在東京證券交易所及大阪證券交易所第1部上市（股票代號：4527）。

## 歷史

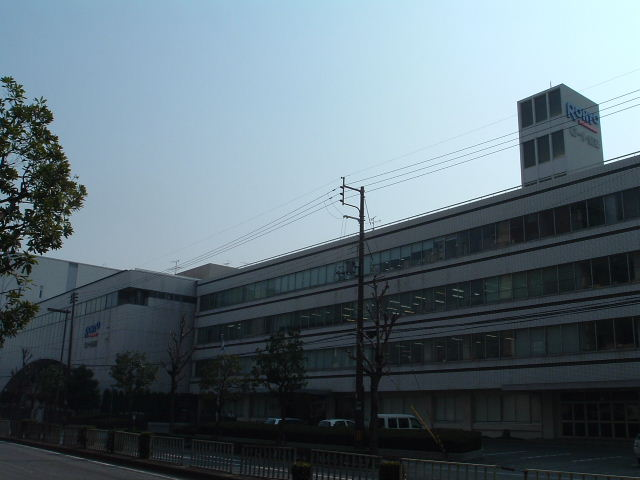
樂敦製藥總部。過去樂敦製藥在其贊助節目播出前的企業宣傳片段也是在這裡攝影。

1899年，樂敦製藥前身信天堂山田安民藥房創業，創辦人是山田安民。1909年發售由當時的眼科權威井上豐太郎博士所處方的「老篤眼藥水」（日语：ロート目薬，命名以紀念井上在慕尼黑大學的恩師奧古斯特·馮·雷特蒙教授）。1988年，樂敦製藥將美國藥廠曼秀雷敦納入旗下。
樂敦製藥在其獨家贊助的電視節目播出前，會播出一段企業宣傳的片段。在富士電視網節目《SMAP×SMAP》播映直到SMAP解散時，仍然看到這個片段。
樂敦製藥主要產品包括眼藥水、化妝品和胃腸藥，和參天製藥並為日本兩大眼藥水生產企業。樂敦製藥也是以生產仁丹而聞名的森下仁丹的大股東。

## 外部連結
- 樂敦製藥企業網站 （页面存档备份，存于）（日語）
- 樂敦製藥企業網站 （页面存档备份，存于）（英文）
- 日本樂敦產品網站 （页面存档备份，存于）（日語）
- 香港樂敦 （页面存档备份，存于）（繁體中文）
- 台灣樂敦 （页面存档备份，存于）（繁體中文）
- ロート製薬的Facebook專頁
- 樂敦 Rohto Hong Kong的Facebook專頁
- ロート製薬公式アカウント的X（前Twitter）
- ロート製薬 広報PRアカウント的X（前Twitter）
- YouTube上的Rohtoofficialchannel 頻道